# Henri De Nobele
Henri (ou Henry) De Nobele, né à Gand le 14 juin 1811 et mort à Schaerbeek le 28 juin 1891, est un peintre belge connu pour ses scènes de genre et ses portraits.
Au Salon de Bruxelles de 1836, il obtient une médaille de bronze pour sa scène de genre, dont le Rijksmuseum Amsterdam conserve une gravure.

## Biographie

### Famille
Henri De Nobele, né rue Courte Monnaie à Gand le 14 juin 1811, est le fils de Jean Jacques De Nobele (1786-1848), ferblantier, et de Marie Antoinette De Vleeschauwer (1790-1832), mariés à Gand le 11 octobre 1809.
Henri De Nobele épouse à Bruxelles le 10 décembre 1874 Marie Elisabeth Demollin (née à Lanaye le 20 juillet 1874), négociante, divorcée d'Auguste Bertrand. Le couple n'a pas d'enfant.

### Formation
Henri De Nobele est l'élève de Jozef Geirnaert. Au concours de peinture d'histoire organisé par l'Académie royale des beaux-arts de Gand en 1832, il obtient le premier accessit de tableau de genre, dont le titre imposé est Leçon de morale. Il se rend ensuite à Paris, en 1834-1835, afin d'étudier auprès du peintre Léon Cogniet. Il effectue un voyage en Suisse vers 1836, qui l'inspire picturalement. Lorsqu'il revient en Belgique, Henri De Nobele s'établit à Bruxelles en 1838, où il parfait sa formation à l'Académie royale des beaux-arts de Bruxelles au cours de l'année 1841-1842,.

### Carrière
Pour la première fois, Henri De Nobele expose au Salon de Gand de 1829 et présente un portrait et Marie Madeleine, un dessin au crayon noir d'après son professeur Jozef Geirnaert. Grâce à Un militaire s'arrêtant pour boire devant un cabaret de village, il obtient une médaille de bronze au Salon de Bruxelles de 1836. Il participe à au moins 30 salons triennaux belges, jusqu'en 1875.
Henri De Nobele meurt, à l'âge de 80 ans, rue Geefs no 11 à Schaerbeek le 28 juin 1891.

## Œuvre

### Caractéristiques

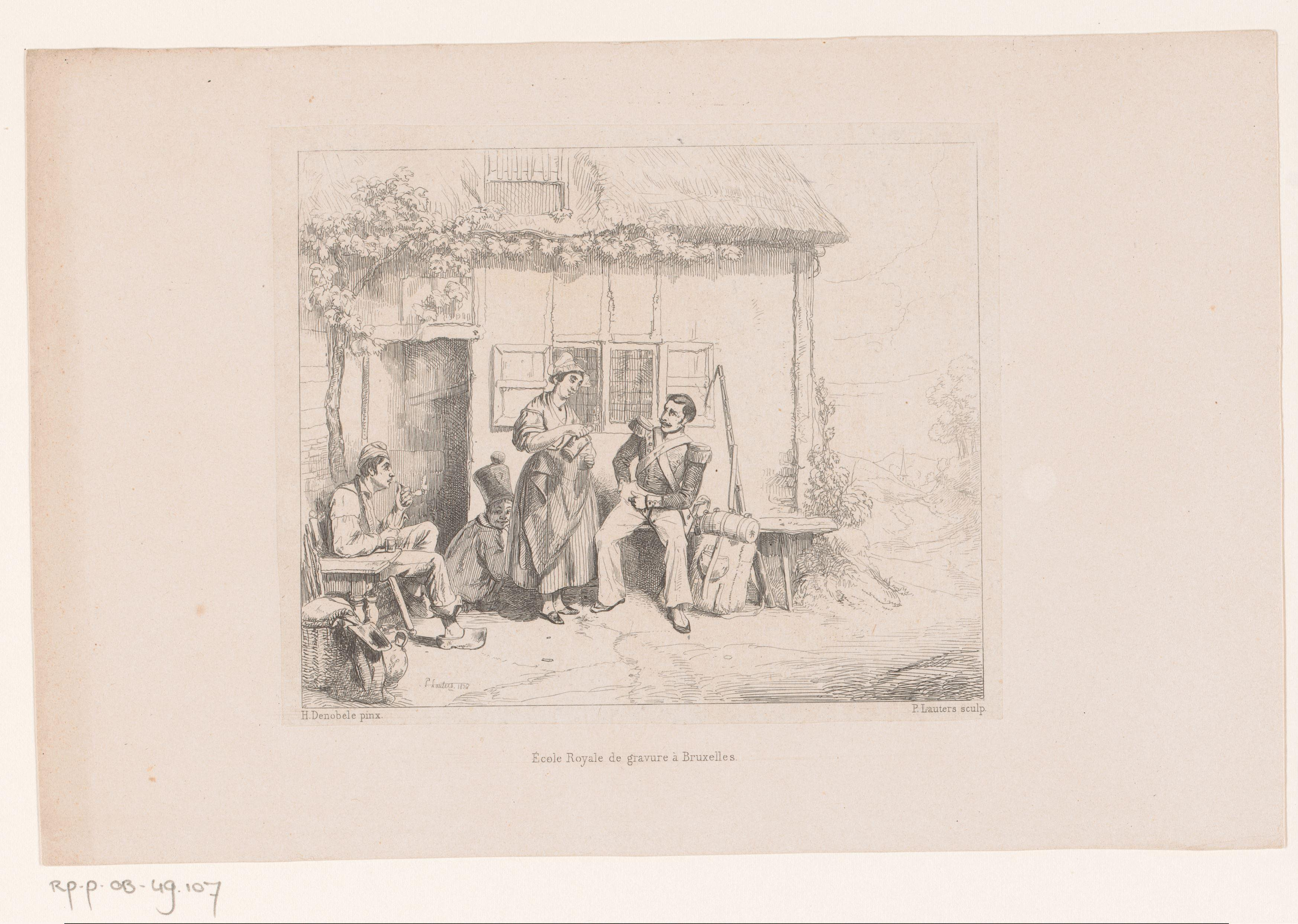
Un militaire s'arrêtant pour boire devant un cabaret de village, tableau d'Henri De Nobele (1836), gravé par Paul Lauters.

Son champ pictural couvre essentiellement les scènes de genre et les portraits. Un voyage en Suisse l'inspire dans ses scènes vues dans le canton de Berne.
Au Salon de Bruxelles de 1836, le critique Louis Alvin affirme qu'Henri De Nobele a étudié Teniers, mais s'est senti entraîné Hippolyte Bellangé et Auguste Raffet, sans être trop imitateur, tenant le milieu, dans les scènes de genre, entre la finesse des anciens flamands et les peintres français actuels. Ses trois portraits ont des qualités solides et ne manquent pas de rondeur. Cependant, ils n'ont pas assez de modelé, sa touche trop unie ne permet pas de sentir la circulation du sang sous la peau. Sa couleur trop fraîche est plus conventionnelle que vraie. Son dessin est d'une qualité habituelle. Le portrait qu'il a fait de lui-même est remarquable. Si la pose est un peu prétentieuse, l'expression en est bonne, les cheveux, la moustache, l'impériale sont légèrement touchés. Les deux autres portraits sont aussi dignes d'éloges.
Un militaire s'arrêtant pour boire devant un cabaret de village, scène de genre exposée au même salon, est décrite par Louis Alvin : un grenadier vient de s'asseoir sur un banc, à la porte d'un cabaret de village. Il a posé son sac par terre, son fusil contre la muraille. Il s'est débarrassé de son shako, dont un enfant s'est déjà coiffé. La cabaretière, belle et grande paysanne, à la cornette coquettement retroussée sur l'oreille, au tablier de mérinos noir sur une cotte de serge rayée sur fond rouge, lui verse à boire. La troisième figure principale est celle d'un paysan en costume de travail. Louis Alvin estime l'expression de ces deux figures fines. La couleur de ce tableau est sans prétention, sans charlatanisme. Les transitions en demi-teinte sont habilement amenées, le fond et la maison rappellent peut-être un peu trop Bellangé.

### Expositions

#### Belgique

##### 1829 - 1849
- Exposition de la Société des amis des arts de Gand en 1829 : Une femme nettoyant un chaudron[11].
- Salon de Gand (XIV) de 1829 : Portrait de Mademoiselle* et Marie Madeleine, un dessin au crayon noir d'après Jozef Geirnaert[6].
- Salon de Gand (XV) de 1832 : cinq portraits[4].
- Exposition de la Société des amis des arts de Gand en mai 1833 : Une scène du tonnelier[11].
- Salon de Gand (XVI) de 1835 : Portrait de l'auteur et Une mansarde à Paris (acquis par la commission)[12].
- Salon de Bruxelles de 1836 : trois portraits, dont un de l'artiste et Un militaire s'arrêtant pour boire devant un cabaret de village, médaille de bronze[7].
- Salon de Gand (XVII) de 1838 : Halte de voyageurs au canton de Berne en Suisse, Jeune femme suisse et cinq portraits[9].
- Salon de Bruxelles de 1839 : trois portraits[13].
- Salon d'Anvers de 1840 : Le Mari galant[14].
- Salon de Gand (XVIII) de 1841 : quatre portraits[15].
- Salon de Bruxelles de 1842 : La Concurrence et sept portraits[16].
- Salon de Gand (XIX) de 1844 : L'Attente ; costume du canton de Berne, Les Rivaux ; effet de lune et trois portraits[17].
- Salon de Bruxelles de 1845 : L'Attente ; costume du canton de Berne et quatre portraits[18].
- Salon de Gand (XX) de 1847 : trois portraits[19].
- Salon de Bruxelles de 1848 : Portrait de Mademoiselle***[20].

##### 1850 - 1875
- Salon de Bruxelles de 1851 : deux portraits et Le Retour du marché[21].
- Salon de Bruxelles de 1854 : Portrait de Mme*** et Costumes suisses du canton de Berne[22].
- Salon d'Anvers de 1855 : Une batelière du canton de Berne en Suisse[23].
- Salon de Gand (XXIII) de 1856 : Une paysanne suisse, canton de Berne[24].
- Salon de Bruxelles de 1857 : deux portraits[25].
- Salon d'Anvers de 1858 : Jeunes paysannes suisses du canton de Berne[26].
- Salon de Gand (XXIV) de 1859 : Paysannes suisses, canton de Berne'[27].
- Salon de Bruxelles de 1860 : Intérieur et Portrait de M*[28].
- Salon d'Anvers de 1861 : Les Rivales[29].
- Salon de Bruxelles de 1863 : Portrait[30].
- Salon d'Anvers de 1864 : En garnison et En campagne[31].
- Salon de Gand (XXVI) de 1865 : En garnison et En campagne[32].
- Salon de Bruxelles de 1866 : Portrait de M.***, En garnison et En campagne[33].
- Salon de Gand (XXVIII) de 1871 : Fleurs de printemps[34].
- Salon de Bruxelles de 1872 : Portrait de Mlle*[35].
- Salon d'Anvers de 1873 Fleurs de printemps[36].
- Salon de Bruxelles de 1875 : deux portraits[37].

#### France
- Salon de Paris de 1834 : Portrait en buste[38].

### Collection muséale
- Rijksmuseum Amsterdam : Un militaire s'arrêtant pour boire devant un cabaret de village, gravure de Paul Lauters d'après le tableau d'Henri De Nobele, inventaire no RP-P-OB-49.107, format 12,9 × 15,7 cm[39].